# Henrico’s Farm
Henrico’s Farm (Originaltitel: Ang Saka Ni Henrico) ist ein philippinischer Spielfilm von Lav Diaz aus dem Jahr 2024. Das sechsstündige Drama handelt von einer philippinischen Arbeitsmigrantin, die nach 30 Jahren in ihr Heimatland zurückkehrt. Die Hauptrolle übernahm Charo Santos-Concio.

## Handlung
Am Flughafen Frankfurt Main wartet Lailani auf ihre Maschine nach Manila. Die 65-jährige Philippinerin hat als Hausangestellte im Ausland gearbeitet und kehrt zum ersten Mal seit 30 Jahren wieder in ihr Heimatland zurück. Ihre Ankunft verzögert sich, als sie in Singapur einen Zwischenstopp einlegt. Lailani wird auf ihrer Reise von Angst und Unsicherheit begleitet. Sie fürchtet sich davor, in ein Leben zurückzukehren, dass sie vor langer Zeit zurückgelassen hat. Dennoch ist sie immer noch kompliziert mit diesem verbunden – ihr Sohn Henrico, der ohne Mutter aufgewachsen ist, hat von ihrem nach Hause geschickten Geld profitiert und die titelgebende Farm gekauft. Als sie in Singapur auf Landsleute trifft, helfen diese ihr über die Natur ihres Verlustes nachzudenken. Ihre Gedanken kreisen gleichermaßen um die Themen Distanz und Verbundenheit.

## Entstehungsgeschichte

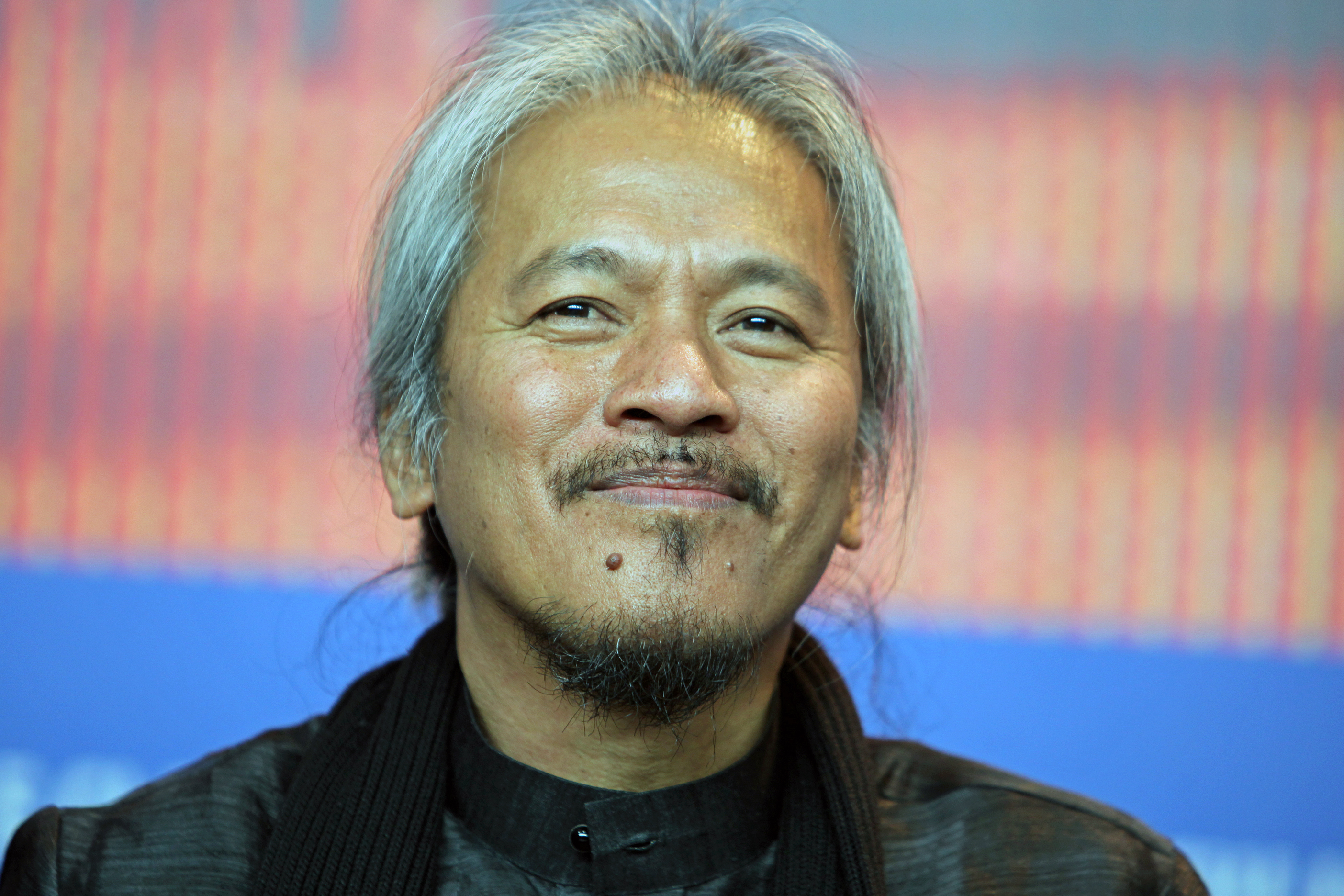
Lav Diaz (2016)

Henrico’s Farm ist die 40. Regiearbeit des vielfach preisgekrönten philippinischen Filmemachers Lav Diaz. Inspiriert sei das Werk durch eine tatsächliche Begegnung mit einer philippinischen Wanderarbeiterin in Frankfurt am Main worden. Diaz gab an, im Jahr 2004 auf dem dortigen Flughafen aufgrund eines Schneesturms zwei Tage mit ihr festgesessen zu haben. Die Mitsechzigerin habe ihm eine herzzerreißende Geschichte erzählt, ihn mit Essen und Trinken versorgt und sich wie eine Großmutter um ihn gekümmert.

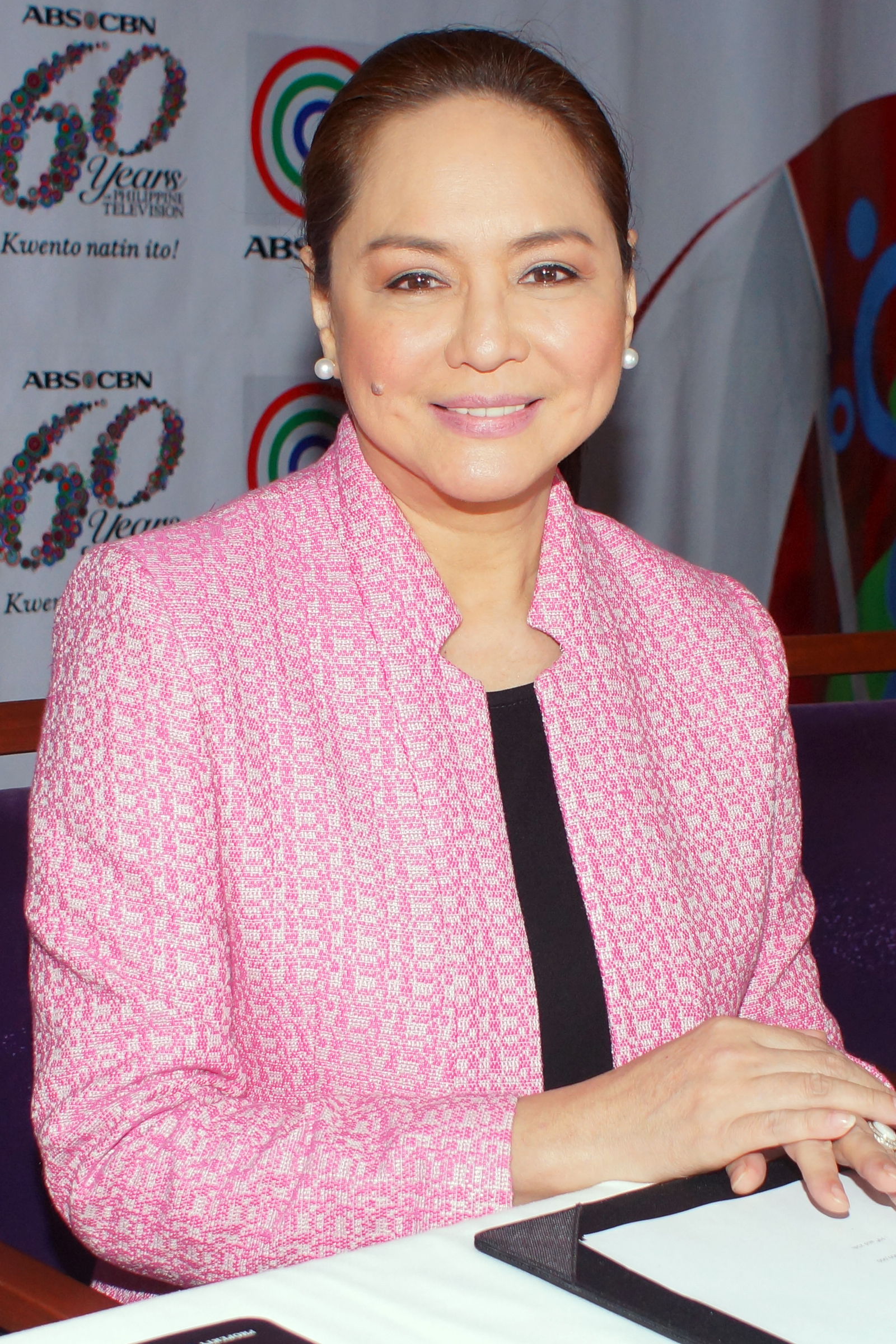
Hauptdarstellerin Charo Santos-Concio (2014)

Für die Hauptrolle der Lailani verpflichtete Diaz seine Landsfrau Charo Santos-Concio, mit der er bereits mehrfach zusammengearbeitet hatte. Sie hatte unter anderem die Titelrolle in The Woman Who Left (2016) bekleidet. Henrico’s Farm begann in Zusammenarbeit mit dem Singapore International Festival of Arts (SIFA), das 2017 eine Retrospektive über Diaz gezeigt hatte. Mitte Juni 2017 war das Filmteam nach Singapur gereist, um Nachforschungen anzustellen und nach passenden Drehorten zu suchen. Fünf Tage lang trafen sich Diaz und seine Crew mit philippinischen Bewohnern und unternahmen einen Rundgang durch das HDB-Viertel. Diaz suchte auch den damals unter seinen Landsleuten beliebten Treffpunkt Lucky Plaza auf, wo er sich mit Freiwilligen der Humanitarian Organization for Migration Economics (HOME) traf. Dort erfuhr er, dass die meisten Philippiner nicht in ihr Heimatland zurückkehren wollten, sondern ihre Familienangehörige nur mit Geld unterstützen wollten. Im Jahr 2016 waren so umgerechnet Überweisungen von 79 Milliarden US-Dollar zustande gekommen, 70 Prozent davon von Frauen. Diaz beklagte zum damaligen Zeitpunkt, dass die Armut das größte Problem sei und die heranwachsende Generation so als dysfunktionale Familie ohne Mütter und Väter aufwachsen würden. Er bezifferte, dass neun Millionen philippinische Arbeitnehmer im Ausland tätig wären.
Während des Festivals erlaubte Diaz, interessierte Gruppen bei den im August 2017 beginnenden Dreharbeiten an acht Terminen zuzusehen. Die Drehzeit in Singapur war auf drei Wochen angesetzt. Diaz lobte die Zusammenarbeit mit seiner Hauptdarstellerin Santos-Concio und hob ihre Sensibilität und Intelligenz hervor, die eine angenehme Atmosphäre am Filmset schaffe. Die Schauspielerin beschrieb im Gegenzug seinen Regiestil als „kollaborativ“ und gab an, dass sie viel mit Diaz über die Charakterzeichnung diskutiere, dieser ihr aber auch Freiheiten beim Lebeneinhauchen der Figur gebe. Beim Dreh selbst, nahm er eine Szene nur ein einziges Mal auf und verzichtete auf zusätzliche Aufnahmen aus verschiedenen Kamerawinkeln. Auch griff Diaz nicht auf zusätzliche Beleuchter zurück, sondern nutzte nur das natürliche Licht des Drehorts. Dadurch waren seine Schauspieler bemüht, beim ersten Take alles richtig zu machen. Diaz ging es dabei nicht um Kosteneinsparungen, sondern um den ästhetischen Nutzen.
Ursprünglich sollte Henrico’s Farm im Jahr 2018 in den Kinos veröffentlicht werden. Tatsächlich stellte er den Film erst zum Jahr 2024 fertig und zog andere Regieprojekte vor. Mitte Juni 2023 verglich Diaz den Filmdreh mit dem Romanschreiben und berichtete, dass seine Schauspieler ihn bereits nach dem Ende der Dreharbeiten gefragt hätten.

## Veröffentlichung
Die Uraufführung von Henrico’s Farm soll im Jahr 2024 erfolgen.